# ولکی کرتیش
ولکی کرتیش (به مجاری: Nagykürtös) یک شهرک در اسلواکی با جمعیت ۱۳٬۸۶۲ نفر است که در Veľký Krtíš District واقع شده‌است.